# Sláva Doseděl
Ctislav „Sláva“ Doseděl (* 14. August 1970 in Přerov, Tschechoslowakei) ist ein ehemaliger tschechischer Tennisspieler.

## Karriere
Doseděl feierte zunächst auf der zweitklassigen Challenger Tour Erfolge. Im Einzel gewann er in seiner Karriere fünf Titel sowie drei weitere im Doppel. Auf der ATP Tour sammelte er zwischen 1995 und 1997 insgesamt drei Titel im Einzel, alle auf Sandbelag. Er stand außerdem in drei weiteren Finals. Im Doppel konnte er ebenfalls einen Titel mit seinem Landsmann Pavel Vízner gewinnen. Bei Grand-Slam-Turnieren war sein Viertelfinaleinzug 1999 bei den US Open der größte Erfolg seiner Karriere. Darüber hinaus stand er noch zweimal im Achtelfinale bei den French Open und Australian Open. Seine höchste Einzelplatzierung in der Weltrangliste erreichte er am 10. Oktober 1994 mit Position 24. Im Doppel erreichte er Rang 120 im März 1997.
Im Jahr 2000 nahm er an den Olympischen Sommerspielen in Sydney teil. Er trat im Einzelwettbewerb an, wo er in der Auftaktrunde auf den Chilenen Nicolás Massú traf. Massú besiegte Doseděl mit 6:2, 7:65.
Doseděl bestritt zwischen 1994 und 2000 insgesamt sechs Begegnungen für die tschechische Davis-Cup-Mannschaft. Er kam bei elf Einzelpartien zum Einsatz, von denen er drei gewinnen konnte und acht verlor. Sämtliche Spiele bestritt er in der Weltgruppe, zwei davon im Viertelfinale.
Nach den US Open 2001 beendete er seine Profikarriere.

## Erfolge
| Legende (Anzahl der Siege)  |
| Grand Slam                  |
| ATP World Tour Finals       |
| ATP World Tour Masters 1000 |
| ATP World Tour 500          |
| ATP World Tour 250 (4)      |
| ATP Challenger Tour (8)     |

### Einzel

#### Turniersiege
| Nr. | Datum            | Turnier           | Belag | Finalgegner  | Ergebnis              |
| --- | ---------------- | ----------------- | ----- | ------------ | --------------------- |
| 1.  | 30. Oktober 1995 | Santiago de Chile | Sand  | Marcelo Ríos | 7:63, 6:3             |
| 2.  | 6. Mai 1996      | München           | Sand  | Carlos Moyá  | 6:4, 4:6, 6:3         |
| 3.  | 4. August 1997   | Amsterdam         | Sand  | Carlos Moyá  | 7:64, 7:65, 6:74, 6:2 |

#### Finalteilnahmen
| Nr. | Datum            | Turnier   | Belag | Finalgegner         | Ergebnis |
| --- | ---------------- | --------- | ----- | ------------------- | -------- |
| 1.  | 7. November 1993 | São Paulo | Sand  | Alberto Berasategui | 4:6, 3:6 |
| 2.  | 3. Mai 1998      | Prag      | Sand  | Fernando Meligeni   | 1:6, 4:6 |
| 3.  | 30. Oktober 1999 | Prag      | Sand  | Dominik Hrbatý      | 2:6, 2:6 |

### Doppel

#### Turniersiege
| Nr. | Datum        | Turnier    | Belag | Partner      | Finalgegner               | Ergebnis      |
| --- | ------------ | ---------- | ----- | ------------ | ------------------------- | ------------- |
| 1.  | 26. Mai 1996 | St. Pölten | Sand  | Pavel Vízner | David Adams Menno Oosting | 6:7, 6:4, 6:3 |

## Sonstiges
Doseděl hatte 1999 einen Gastauftritt im tschechischen Film Vincenz Prießnitz.